# 커튼

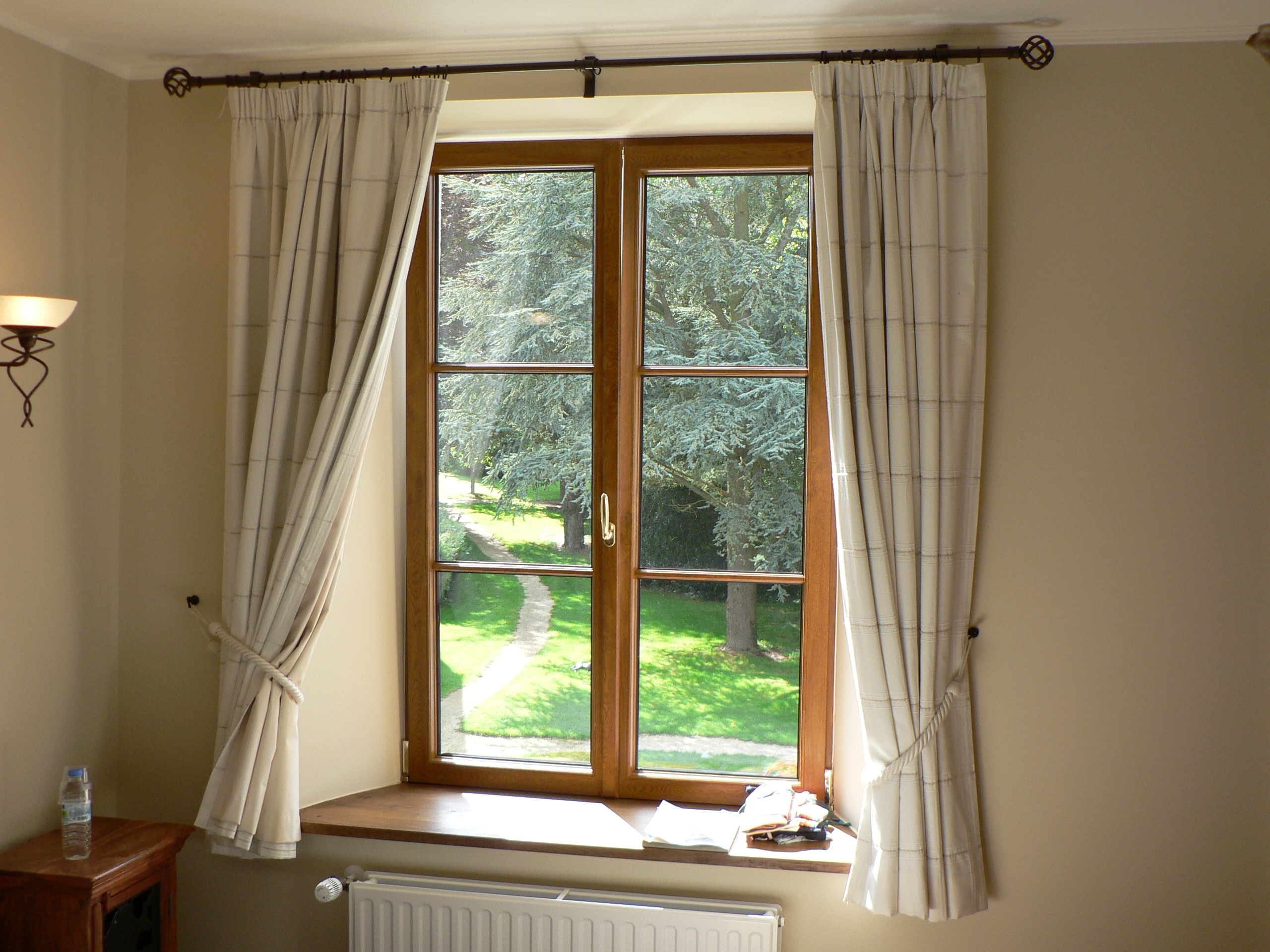
창문에 달린 커튼.

커튼(curtain, 문화어: 창가림막)은 빛을 가리거나 찬 바람, 물 등을 막기 위해 설치하는 넓은 천을 일컫는다.
커튼은 채광 조절, 보온, 방음은 물론 밖에서 방 안이 들여다보이지 않게 하며, 실내 장식면에서도 중요한 역할을 한다. 커튼은 치는 장소와 계절에 따라 재료·색깔·무늬·모양 등에 다양한 변화를 줄 수 있다. 여름철에는 레이스 같은 얇은 천을 사용해서 통풍이 잘 되고 시원해 보이게 꾸미고, 겨울철에는 두꺼운 천을 이용해서 보온 효과를 높인다. 또 얇은 천과 두꺼운 천을 이중으로 하여 계절에 관계 없이 사용하는 경우도 있다.

## 설명
커튼은 빛, 통풍 또는 (샤워 커튼의 경우) 물을 차단하거나 가리기 위한 천 조각 또는 기타 재료이다. 커튼은 무대와 강당을 분리하거나 배경/배경 역할을 하는 극장의 이동식 스크린 또는 커튼이기도 하다.
빛의 통과를 차단하기 위해 건물 창문 안쪽에 커튼을 걸어 두는 경우가 많다. 예를 들어, 밤에 수면을 돕기 위해 또는 건물 외부로 빛이 새어나가는 것을 막기 위해(주로 사생활 보호를 위해 외부 사람들이 내부를 볼 수 없도록 하기 위해). 이러한 응용의 경우 "드레이퍼리"라고도 한다. 출입구 위에 걸려 있는 커튼을 포르티에르라고 한다. 커튼은 모양, 재질, 크기, 색상, 패턴이 다양하다. 백화점 내에 자체 섹션이 있는 경우가 많으며 일부 매장은 커튼 판매에만 전념하고 있다.
커튼은 청결성, 자외선에 의한 열화, 유분 및 먼지 보유, 소음 흡수, 내화성, 수명에 따라 다르다. 커튼은 코드, 누름 버튼 패드 또는 원격 제어 컴퓨터를 사용하여 손으로 작동할 수 있다. 커튼 타이백을 사용하여 창문 바깥에 고정된다. 각 창에 필요한 커튼 크기를 측정하는 것은 필요한 커튼 유형, 창 크기, 커튼 유형 및 무게에 따라 크게 다르다.
커튼은 창문 장식의 한 형태이며 집 내부의 전체적인 모습을 완성한다. 커튼은 실내의 분위기와 자연광의 흐름을 조절하는 데 도움이 된다. 휘장이나 커튼의 효과는 낮에 가장 잘 보이며 실내 조명 위치를 적절하게 조정하면 밤에도 매력적으로 보일 수 있다.

## 역사
올린투스(Olynthus), 폼페이(Pompeii), 헤르쿨라네움(Herculaneum) 발굴 현장에서 발견된 증거에 따르면 출입구 위에 걸린 커튼인 포르티에르(portieres)는 고대 고대 시대에 방을 구분하는 데 사용되었던 것으로 보인다. 2~6세기의 모자이크에는 아치를 가로지르는 막대에 매달린 커튼이 나와 있다.

### 영국
영국에서는 16세기 말부터 커튼이 목재 셔터를 대체하기 시작했다. 중세 영국에서 가장 초기 형태의 창문 처리는 쇠막대에 가죽 패널을 끼운 것이었다. 결국 이들은 직조된 양모 패널로 교체되었다. 엘리자베스 1세 통치 기간 동안 브로케이드, 벨벳, 다마스크 등 화려하게 장식된 이탈리아 르네상스 직물이 수입되기 시작했다. 이 화려한 직물과 크루엘 자수로 장식된 직물은 영국 엘리자베스 시대와 자코비안 시대에 커튼에 사용되었다. 추운 계절에는 단단한 나무 셔터가 사용되었다.

### 파티마 왕조
파티마 왕조에서는 sitr("베일")로 알려진 커튼을 사용하여 청중 세션(majlis)이 시작될 때 칼리프를 숨겼다. ṣāḥib al-sitr(muṭawallī al-sitr)로 알려진 하인이 그것을 뒤로 당겨 자신의 왕좌에 앉아 있는 칼리프를 드러냈다. 사히브 알 시트르는 또한 시종관, 의식의 진행자, 칼리프의 검 소지자의 임무와 결합되었으며 종종 사칼리바 배경의 맘루크 중에서 선택되었다.

## 같이 보기
- 블라인드
- 채광
- 창문